# Флаг Бурятии
Флаг Республики Бурятия (бур. Буряад Уласай туг), наряду с гербом, является государственным символом Республики Бурятия Российской Федерации.
Флаг утверждён 29 октября 1992 года и внесён в Государственный геральдический регистр Российской Федерации с присвоением регистрационного номера 445.

## Описание

### 1992 год
«Флаг состоит из трёх горизонтальных полос: синей, которая вдвое шире остальных, белой и жёлтой. В древковой части синей полосы на расстоянии 1/4 длины флага от древка изображено золотое соёмбо (то есть изображение луны, солнца и очага из трёх языков пламени). Отношение длины флага к его ширине равно 2:1».

### 2007 год
«Государственный флаг Республики Бурятия представляет собой прямоугольное полотнище, состоящее из трёх горизонтально расположенных цветных полос: верхней — синего цвета, составляющей две четверти ширины, средней — белого цвета, составляющей одну четвертую ширины, и нижней — жёлтого цвета, составляющей одну четвертую ширины флага. В левом верхнем углу синей части полотнища флага на расстоянии одной четверти длины флага от древка изображён жёлтым цветом традиционный символ Бурятии (соёмбо), представляющий собой изображение луны, солнца и очага в следующей последовательности: внизу — серп луны, над ним — круг солнца, а над ними — изображение очага из трёх языков пламени. Отношение ширины флага к его длине 1:2».

## Символика
- Синий цвет — национальный цвет у бурят, олицетворяет исторические корни и культурные связи народов Бурятии, а также нерушимость и верность. «Хухэ Мунхэ Тэнгэри» («Вечно Синее Небо») — олицетворение верховного божества неба и судьбы у бурят.
- Белый цвет — символ высоких нравственных начал, счастья, спокойствия, благополучия, мира, единства и целостности.
- Жёлтый (золотой) цвет подчёркивает духовное начало: верующие буряты в Забайкалье исповедуют тибетский буддизм школы гелуг, символический цвет которой — жёлтый, золотой. Жёлтый говорит и о милосердии, гармонии человека и природы, духовном совершенствовании.

Бурятское соёмбо состоит из трёх элементов: луны, солнца и огня (снизу вверх). Огонь — символ чистоты и хранитель дома — означает тепло, жизнь, свет, возрождение, благополучие, очаг. Первый язычок пламени олицетворяет прошлое, средний — современное, третий — будущие поколения. Вместе языки пламени говорят о непрерывности и преемственности истории. С солнцем связаны представления об источнике жизни, жизненной силы, света, богатства, изобилия. Луна у монгольских и тюркских народов почиталась как главное светило, эти народы усматривали в ней таинство, так как Луна была хозяйкой ночи. Полумесяц — сосуд с сомой, нектаром бессмертия — символизирует контроль над умом.